# 21035 Iwabu
21035 Iwabu è un asteroide della fascia principale. Scoperto nel 1990, presenta un'orbita caratterizzata da un semiasse maggiore pari a 2,3393900 UA e da un'eccentricità di 0,2494334, inclinata di 4,78404° rispetto all'eclittica.